# Красавица (озеро)
Краса́вица (фин. Kaukjärvi) — озеро на Карельском перешейке в Выборгском районе Ленинградской области.
Озеро расположено южнее посёлка Каменка. Озеро Красавица вытянутой формы — длиной около 10 км, шириной — 500—800 м; средняя глубина озера — 3 м, максимальная — 5 м, дно песчаное. Восточный берег высокий, местами обрывистый, поросший соснами. Северо-западный — низкий, с лугами и полями. Красавица — проточное озеро: в него впадает река Петлянка из озера Полянского, вытекает река Камышовка, связывающая его с Финским заливом.
Площадь поверхности — 5,7 км². Площадь водосборного бассейна — 295 км².